# Tilka Paljk
Tilka Paljk, zambijska plavalka slovenskih korenin, * 18. februar 1997, Postojna, Slovenija.
Rodila se je slovenskemu očetu (laičnemu misijonarju) in zambijski materi v Postojni. Prvi dve leti je živela v Ajdovščini in se zatem z materjo preselila v zambijsko glavno mesto Lusako.
Leta 2018 se je vrnila iz Združenih državah Amerike, kjer je eno leto študirala na SPIRE Institute. V Pretoriji je ob delu in treningih dokončala študij predšolske vzgoje otrok po metodi Montessori, odločila se je tudi za nadaljnji študij političnih ved.

## Športna kariera
V mladinski kategoriji je osvojila naslov afriške prvakinje. Pri 16ih letih je prvič nastopila za reprezentanco Zambije, na Svetovnem prvenstvu v plavanju 2013 v Barceloni.
Leta 2018  je na afriškem plavalnem prvenstvu v Alžiriji v disciplini 50 metrov prsno osvojila drugo mesto, leta 2019 pa je na afriških igrah v Maroku v disciplini 50 metrov prsno osvojila tretje mesto. V letih 2014 in 2018 je tekmovala tudi na igrah Commonwealtha, kjer se je uvrstila v polfinale. Doslej je petkrat tekmovala tudi na svetovnih prvenstvih v plavanju. 
Zaradi boljših pogojev za trening (v Zambiji ni primernih plavalnih bazenov in usposobljenih trenerjev tekmovalnega plavanja) sedaj prebiva v Južnoafriški republiki, kjer v Pretoriji trenira pod vodstvom trenerja Gerharda Zandberga, v plavalnem klubu Vikings racing club. Trenutno je lastnica zambijskih državnih rekordov v ženskem prsnem plavanju, v disciplinah 50 m, 100 m in 200 m.

### Olimpijske igre Tokio 2020
Na poletnih olimpijskih igrah v Tokiu leta 2021 je na otvoritveni slovesnosti, v delegaciji zambijskih športnikov, nosila nacionalno zastavo, tekmovala pa v plavalni kategoriji 50 m prosto.

## Drugi uspehi
V Zambiji je bila v letih 2018 in 2019 izbrana za športnico leta, vplivni ameriški poslovni magazin Forbes jo je v svoji izdaji Forbes Africa uvrstil v izbor 30-ih perspektivnih afričanov, mlajših od trideset let. 